# Angelique Seriese
Angelique Elisabeth Seriese (ur. 12 lipca 1968 w Zevenbergen) – holenderska judoczka. Dwukrotna olimpijka.  Wygrała turniej pokazowy w Seulu 1988 i osiemnasta w Atlancie 1996. Walczyła w wadze ciężkiej.
Złota medalistka mistrzostw świata w 1995, srebrna w 1993 i brązowa w 1987; piąta w 1991. Startowała w Pucharze Świata w latach 1989–1993, 1995 i 1996. Zdobyła trzynaście medali mistrzostw Europy w latach 1987 − 1996.

## Letnie Igrzyska Olimpijskie 1988
| Konkurencja | Rundy eliminacyjne | Rundy finałowe          | Rundy finałowe       | Klas. końcowa |
| Konkurencja | Przeciwnik I       | 1/2                     | Finał                | Miejsce       |
| ----------- | ------------------ | ----------------------- | -------------------- | ------------- |
| +72 kg      | Mun Ji-yun (KOR) Z | Margaret Castro (USA) Z | Gao Fenglian (CHN) Z | 1.            |

## Letnie Igrzyska Olimpijskie 1996
| Konkurencja | Rundy eliminacyjne   | Klas. końcowa |
| Konkurencja | Przeciwnik I         | Miejsce       |
| ----------- | -------------------- | ------------- |
| +72 kg      | Johanna Hagn (GER) P | 18.           |